# Калотус (Вашингтон)
Калотус (енгл. Kahlotus) град је у америчкој савезној држави Вашингтон. По попису становништва из 2010. у њему је живело 193 становника.

## Демографија
Према попису становништва из 2010. у граду је живело 193 становника, што је 21 (9,8%) становника мање него 2000. године.
| Група             | 2000.       | 2010.       |
| Белци             | 181 (84,6%) | 167 (86,5%) |
| Афроамериканци    | 2 (0,9%)    | 1 (0,5%)    |
| Азијати           | 1 (0,5%)    | 5 (2,6%)    |
| Хиспаноамериканци | 24 (11,2%)  | 16 (8,3%)   |
| Укупно            | 214         | 193         |